# Cora (volk)
De Cora (Cora: naáyarite) zijn een indiaans volk woonachtig in de staten Nayarit en Jalisco in Mexico. Er leven 24.390 Cora in Mexico.
De Cora noemen zichzelf naáyarite en hun leefbegied nayar, waar de staat Nayarit naar is genoemd. De Cora zijn nauw verwant aan de Huichol en iets verder aan de Nahua, de afstammelingen van de Azteken. Hun kosmologie is nauw verwant aan die van de Azteken en andere Meso-Amerikaanse volkeren; zo geloven zij dat de wereldgeschiedenis in vijf periodes, 'zonnen' is verdeeld, en in elke periode opnieuw is herschapen. Hun huidige wereldbeeld is sterk beïnvloed door het rooms-katholicisme. Hun oppergod is Tayau, gehuwd met vruchtbaarheidsgodin Tetewan, die samen de zoon Sautari hebben, die gelijkgesteld wordt aan Jezus Christus.
De Cora werden in de 16e eeuw teruggedrongen in de Sierra del Nayar door de Spaanse conquistador Nuño Beltrán de Guzmán maar de Spanjaarden hebben hen nooit helemaal kunnen onderwerpen.